# Sebastián Escobar Chaverra
Sebastián Escobar Chaverra (Bugalagrande, 24 de noviembre de 1997) es un futbolista colombiano. Es hijo del exfutbolista Luis Alberto Escobar Aguirre. Juega en la posición de Centrocampista y en el momento se encuentra sin equipo.

## Clubes
| Club                                | País     | Año         |
| ----------------------------------- | -------- | ----------- |
| Escuela de Fútbol Escobar Aguirre   | Colombia | 2012        |
| Escuela Carlos Sarmiento Lora       | Colombia | 2013        |
| Deportivo Cali - Divisiones Menores | Colombia | 2014 - 2015 |
| Deportivo Cali                      | Colombia | 2015        |
| Llaneros                            | Colombia | 2019        |

## Palmarés

### Torneo Nacionales
| Título | Equipo | País | Año |
| ------ | ------ | ---- | --- |

### Torneos Locales
| Título | Club | Año |
| ------ | ---- | --- |